# 84119 Sanitariitaliani
84119 Sanitariitaliani este o planetă minoră (asteroid) din centura de asteroizi. A fost descoperită pe 3 septembrie 2002 la  de . 
Obiectul prezintă o orbită caracterizată de o semiaxă mare de 2,7834101540416 UAi, o excentricitate de 0,27054124467194, o înclinație de 9,894527252954 ° în raport cu ecliptica.